# 坂本奈央
坂本 奈央（さかもと なお、1989年〈昭和64年〉1月4日 - ）は、熊本県出身の競艇選手。登録番号4510。身長157cm。血液型B型。102期。
叔父（父の弟）に競艇選手の坂本啓行（登録番号2947）、同期に前田将太、遠藤エミ、寺田絵理香らがいる。

## 来歴
- 高校時代は剣道をしており、熊本県大会ベスト8の活躍を見せる。高校3年の時、やまと競艇学校の受験に合格。
- やまと競艇学校時代は、リーグ戦勝率3.94（準優出1　優出0）の成績を残す。
- 2008年5月8日、若松競艇場でデビュー（6着）。
- 2010年2月23日、若松競艇場での「第37回しぶき杯争奪W優勝戦」で初勝利（219走目）。

## その他
- 坂本は競艇選手で唯一の昭和64年生まれである。